# Bunopus tuberculatus
Espèce
Synonymes
- Stenodactylus lumsdeni Boulenger, 1887
- Alsophylax blanfordii Parker, 1931
- Gymnodactylus gabrielis Werner, 1936
- Bunopus abudhabi Leviton & Anderson, 1967

Statut de conservation UICN

 LC  : Préoccupation mineure
Bunopus tuberculatus est une espèce de geckos de la famille des Gekkonidae.

## Répartition
Cette espèce se rencontre en Syrie, en Jordanie, en Arabie saoudite, en Oman, aux Émirats arabes unis, au Koweït, en Irak, en Iran, dans l'Est du Pakistan, en Afghanistan et dans le Sud du Turkménistan.

## Habitat
Il vit sur le sol, camouflé par la végétation ou les pierres.

## Description
C'est un gecko insectivore, terrestre et nocturne adapté à la vie dans des milieux arides. Il est fin et élancé, avec une queue fine et presque aussi longue que le corps. Les pattes sont fines et les doigts longs. La couleur de base est beige sous le corps et marron-ocre sur le reste, avec de petites taches plus sombres et plus claires. Sur la queue ces taches s'organisent en bandes transversales.

## Publication originale
- Blanford, 1874 : Descriptions of new lizards from Persia and Baluchistan. Annals and Magazine of Natural History, ser. 4, vol. 13, p. 453-455 (texte intégral).